# Авиационный кодекс
Авиационный кодекс — система правил поведения в авиации, рекомендованная для повышения безопасности и летного мастерства пилотов. Создана М.С.Баумом (Michael S. Baum).

## Обзор
Согласно подсчетам Ассоциации пилотов и собственников летательных средств Архивная копия от 7 октября 2013 на Wayback Machine (AOPA), 75% всех аварий в авиации случаются из-за ошибок в принятии решений пилотами. Проблема коренится в первоначальном обучении пилотов: лицензированные учебные программы полетов жестко ориентированы на регламентирование и решение типичных задач. Главной целью считается следование инструкциям и выполнение летных маневров, и только на втором плане стоит летное мастерство на практике. В результате способность принимать решения у новичков отстает. Хотя опыт пилота должен способствовать повышению безопасности, остается неясным, действительно ли большее число полетов ведет к повышению способности принимать решения: в соответствии с Отчетом AOPA за 2007 год около 60 % катастроф происходили при руководстве опытных пилотов (1000 летных часов и больше). Более того, вероятность того, что личная ошибка окажется фатальной, одинакова для опытных пилотов и новичков.
Авиационный кодекс был написан для преодоления зазора между формальными требованиями и практическим летным мастерством. В 2003, М.С.Баум составил первую конспективную версию как кодекса. В настоящее время Авиационный кодекс представляет собой детализированную систему рекомендаций для пилотов, как в воздухе, так и на земле.

## Постоянный состав редакции
Эта некоммерческое начинание проводится группой волонтеров — экспертов в индустрии, авиации и связанных вопросах.
Членами редакции являются:
- Michael S. Baum, JD, MBA, Principal, SecureAv
- Dale DeRemer, Ph.D., Professor Emeritus, Aviation, University of North Dakota
- Jim Lauerman, President, Avemco Insurance Company
- Michael Radomsky President Emeritus, Cirrus Owners and Pilots Association
- Bill Rhodes, Ph.D. Professor, Lt. Col USAF (Ret.) Aerworthy Consulting
- Rusty Sachs, JD, Former Executive Director, National Association of Flight Instructors
- Josh Smith General Manager, West Valley Flying Club
- Don Steinman, Captain, US Airways
- Thomas P. Turner, MCFI Manager, Technical Services, American Bonanza Society

## Структура кодекса
Авиационный кодекс охватывает все аспекты работы в общей авиации, включая:
1. Общую ответственность пилотов
2. Ответственность пассажиров и людей на борту
3. Обучение и профессионализм
4. Безопасность
5. Состояние внешней среды
6. Использование технологии
7. Развитие и поддержку гражданской авиации

В каждой области Кодекс предлагает регулирующие принципы (“минимизация расхода топлива, масла и других химических веществ, влияющих на окружающую среду”) и устанавливает точные практические рекомендации (“использование сепаратора для анализа топлива (GATS)”). Где возможно, используются ссылки на источники для обоснования рекомендаций.
В целях дальнейшей социализации, Кодекс содержит заметки для инструкторов для интегрирования его в планы обучения пилотов (включая образцы планов).
Авиационный кодекс предназначен для специалистов по эксплуатации летных средств и предполагается, что он будет дорабатываться со временем и согласовываться с местными правилами.

## Внедрение
В Соединенных Штатах Федеральное управление гражданской авиации США приняло различные варианты Авиационного кодекса в качестве онлайн ресурса Архивная копия от 10 августа 2013 на Wayback Machine.
Другие примеры использования Кодекса включают авиационные клубы, страховые компании и производителей, в частности:
- Avemco insurance Архивная копия от 8 февраля 2012 на Wayback Machine
- Cessna Owner Organization (недоступная ссылка)
- Cirrus Owners and Pilots Association (See COPA Code of Conduct.)
- Flight Design Архивная копия от 8 февраля 2012 на Wayback Machine
- Gleim Архивная копия от 8 февраля 2012 на Wayback Machine
- Mooney Airplane,
- National Association of Flight Instructors
- Piper Owners Society (недоступная ссылка)